# The Straight and Narrow
The Straight and Narrow é um curta-metragem de comédia mudo norte-americano, realizado em 1918, com o ator cômico Oliver Hardy. Foi dirigido por Charley Chase.

## Elenco
- Billy West - Ex-presidiário
- Oliver Hardy - seu ex-companheiro da sela (como Babe Hardy)
- Leo White - Safecracker
- Ethel Marie Burton
- Rosemary Theby
- Myrtle Lind